# Just a Little Heart Attack

Just a Little Heart Attack est un court-métrage américain réalisé par Elizabeth Banks, sorti en 2011. Réalisé en collaboration avec l'American Heart Association pour la campagne Go Red for Woman, où il fut présenté en septembre 2011. Traitant des symptômes d'une crise cardiaque, Just a Little Heart Attack a permis de sauver la vie de Chrissie Thompson : un mois après avoir reçu une vidéo du film par courriel par sa belle-sœur et l'avoir regardé, elle eut une crise cardiaque et, grâce aux informations concernant les symptômes décrits dans le court-métrage, appela immédiatement le 911,, ce qui a permis à la femme de 51 ans d'avoir survécu.

## Fiche technique
- Titre : Just a Little Heart Attack
- Réalisation : Elizabeth Banks
- Scénario : Kate Kondell
- Directeur de la photographie : Tim Suhrstedt (en)
- Montage : Dylan Osborn
- Direction artistique : Colby Woodland
- Production : Matthew Benson, Janine Criscuolo et Leslie Ann Owen
  - Production exécutive : Priscilla Cohen
  - Supervision de production : Kimi Porter
- Durée : 3 minutes
- Pays :  États-Unis

## Distribution
- Elizabeth Banks : la femme
- Colin Egglesfield : le mari
- Jacob Hopkins : le garçon
- Abigail Zoe Lewis : la fille